# DOOM Entertainment
La DOOM Entertainment, denominata fino al 2020 Newtopia, è un'agenzia di management e in precedenza etichetta discografica fondata da J-Ax e Fedez nel 2013.
L'etichetta si è imposta rapidamente sul mercato discografico italiano, ottenendo grandi consensi con le vendite dei dischi dei due fondatori e di altri artisti promossi, come Fabio Rovazzi e Grido.
Poi nel 2018 J-Ax e Fabio Rovazzi hanno deciso di lasciare l’etichetta.
Il nome precedente, "Newtopia" deriva da una frase pronunciata da John Lennon durante un'intervista televisiva negli anni settanta, dove, invitato dall'allora presidente degli Stati Uniti d'America Richard Nixon a lasciare New York per Londra, spiegò di essere cittadino di una realtà immaginaria denominata appunto Newtopia.
Ad inizio 2020 Fedez ha ceduto il 51% delle quote di Newtopia s.r.l. a Be Group (quotato sul segmento Star di Borsa Italiana) per circa 2 milioni di euro. La nuova società è stata denominata DOOM Entertainment.

## Pubblicazioni

### Album
- 2014 – Fedez - Pop-Hoolista
- 2014 – Caneda - La dolce vita
- 2014 – Grido- Happy EP!
- 2015 – J-Ax - Il bello d'esser brutti
- 2015 – Bushwaka - Pandamonium
- 2016 – Rayden - Artista
- 2017 – J-Ax e Fedez - Comunisti col Rolex
- 2019 – Fedez - Paranoia Airlines
- 2021 – Fedez - Disumano

### Singoli
- 2014 – Fedez - Generazione bho (da Pop-Hoolista)
- 2014 – Fedez feat. Francesca Michielin - Magnifico (da Pop-Hoolista)
- 2014 – J-Ax feat. Nina Zilli - Uno di quei giorni (da Il bello d'esser brutti)
- 2015 – J-Ax - Il bello d'esser brutti (da Il bello d'esser brutti)
- 2015 – Fedez feat. Noemi - L'amore eternit (da Pop-Hoolista)
- 2015 – J-Ax feat. Il Cile - Maria Salvador (da Il bello d'esser brutti)
- 2015 – J-Ax - Miss & Mr Hyde (da Il bello d'esser brutti)
- 2015 – Fedez - 21 grammi (da Pop-Hoolista Cosodipinto Edition)
- 2015 – J-Ax feat. Bianca Atzei - Intro (da Il bello d'esser brutti)
- 2015 – Fedez - Beautiful Disaster (da Pop-Hoolista Cosodipinto Edition)
- 2016 – J-Ax e Fedez - Vorrei ma non posto (da Comunisti col Rolex)
- 2016 – J-Ax e Fedez feat. Stash & Levante - Assenzio (da Comunisti col Rolex)
- 2017 – J-Ax e Fedez feat. Alessandra Amoroso - Piccole cose (da Comunisti col Rolex)
- 2017 – J-Ax e Fedez - Senza pagare (da Comunisti col Rolex)
- 2017 – J-Ax e Fedez - Sconosciuti da una vita (da Comunisti col Rolex - Multiplatinum Edition)
- 2018 – Fedez - Prima di ogni cosa (da Paranoia Airlines)
- 2019 – Fedez, Tedua feat. Trippie Redd - Che cazzo ridi (da Paranoia Airlines)
- 2019 – Fedez feat. Zara Larsson - Holding Out for You (da Paranoia Airlines)
- 2020 – Fedez - Problemi con tutti (Giuda) (da Disumano)
- 2020 – Fedez - Bimbi per strada (Children) (da Disumano)
- 2020 – Fedez - Bella storia (da Disumano)
- 2021 – Francesca Michielin e Fedez - Chiamami per nome (da Feat (fuori dagli spazi)/Disumano)
- 2021 – Fedez, Achille Lauro e Orietta Berti - Mille (da Disumano)
- 2021 – Fedez - Meglio del cinema (da Disumano)
- 2021 – Fedez - Morire morire (da Disumano)
- 2021 – Fedez con Tedua - Sapore (da Disumano)
- 2022 – Fedez, Tananai e Mara Sattei - La dolce vita